# Gavrinis
Gavrinis (bretonisch Gavriniz, altbretonisch: Guirv Enes 1184 und Guerg Enes 1202) ist eine kleine Insel im Golf von Morbihan (bretonisch: kleines Meer) in der Bretagne  (Frankreich), die durch eines der bedeutendsten Megalithmonumente Europas bekannt ist. Das jungsteinzeitliche Bauwerk wurde bereits im Jahr 1901 zum Monument historique erklärt.

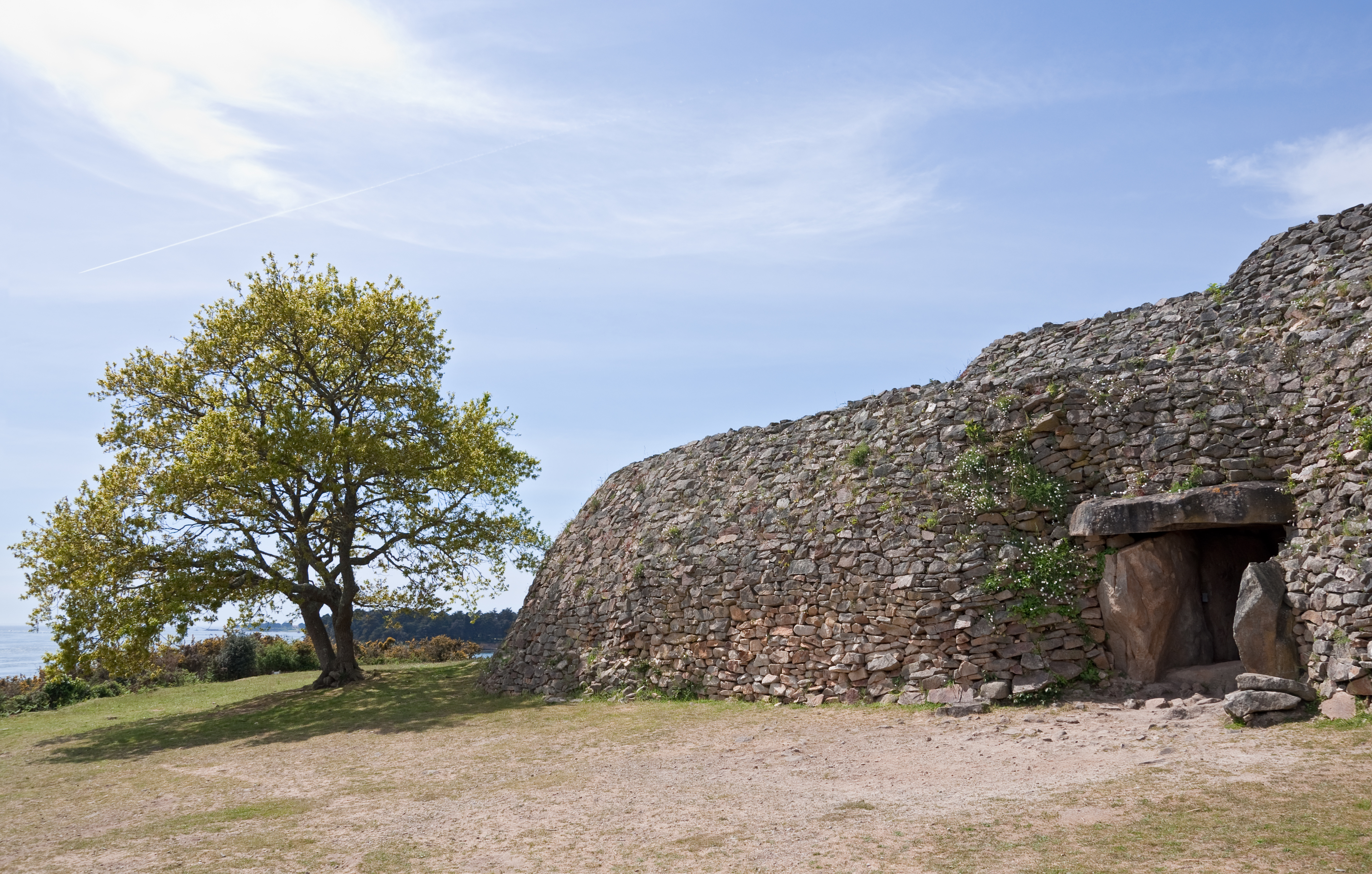
Eingangsbereich mit leicht eingezogenem Trilithenportal (Höhe etwa 1,50 m)

## Lage
Die unbewohnte Insel liegt zwischen Locmariaquer und Larmor-Baden. Zur Zeit der Errichtung der Allée couverte und des kreisrunden Cairns war der nacheiszeitliche Meeresspiegel etwa fünf Meter niedriger, so dass Gavrinis – ebenso wie die nahegelegene Insel Er Lannic mit ihren Steinkreisen – mit dem Festland verbunden war. Gavrinis ist touristisch erschlossen; Boote fahren von Larmor-Baden aus kleine Besuchergruppen auf die Insel.

Gavrinis
Gesamtansicht des etwa 8 m hohen Cairns. Der beinahe kreisrunde Bau mit einem Durchmesser von etwa 50 m war ansatzweise dreistufig gestaltet und wurde entsprechend rekonstruiert.
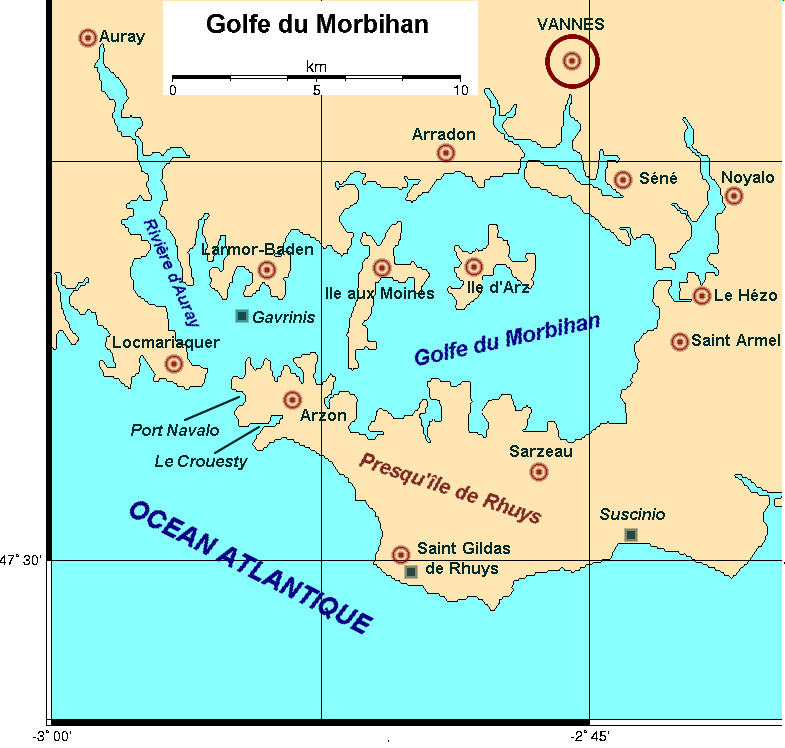
Lage von Gavrinis
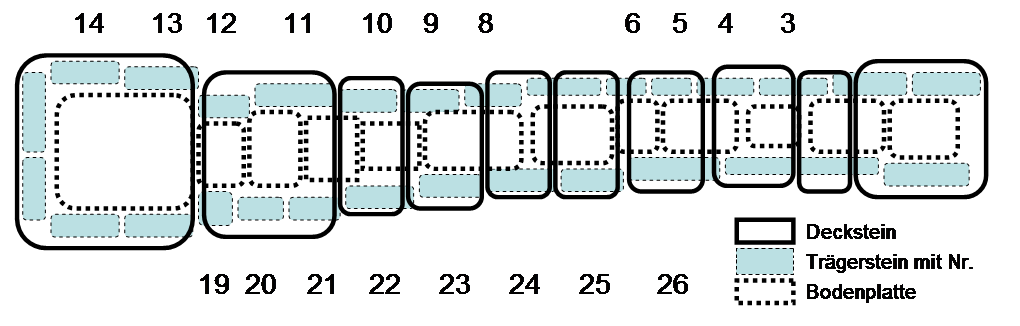
Schematischer Grundriss von Kammer (links) und Gang
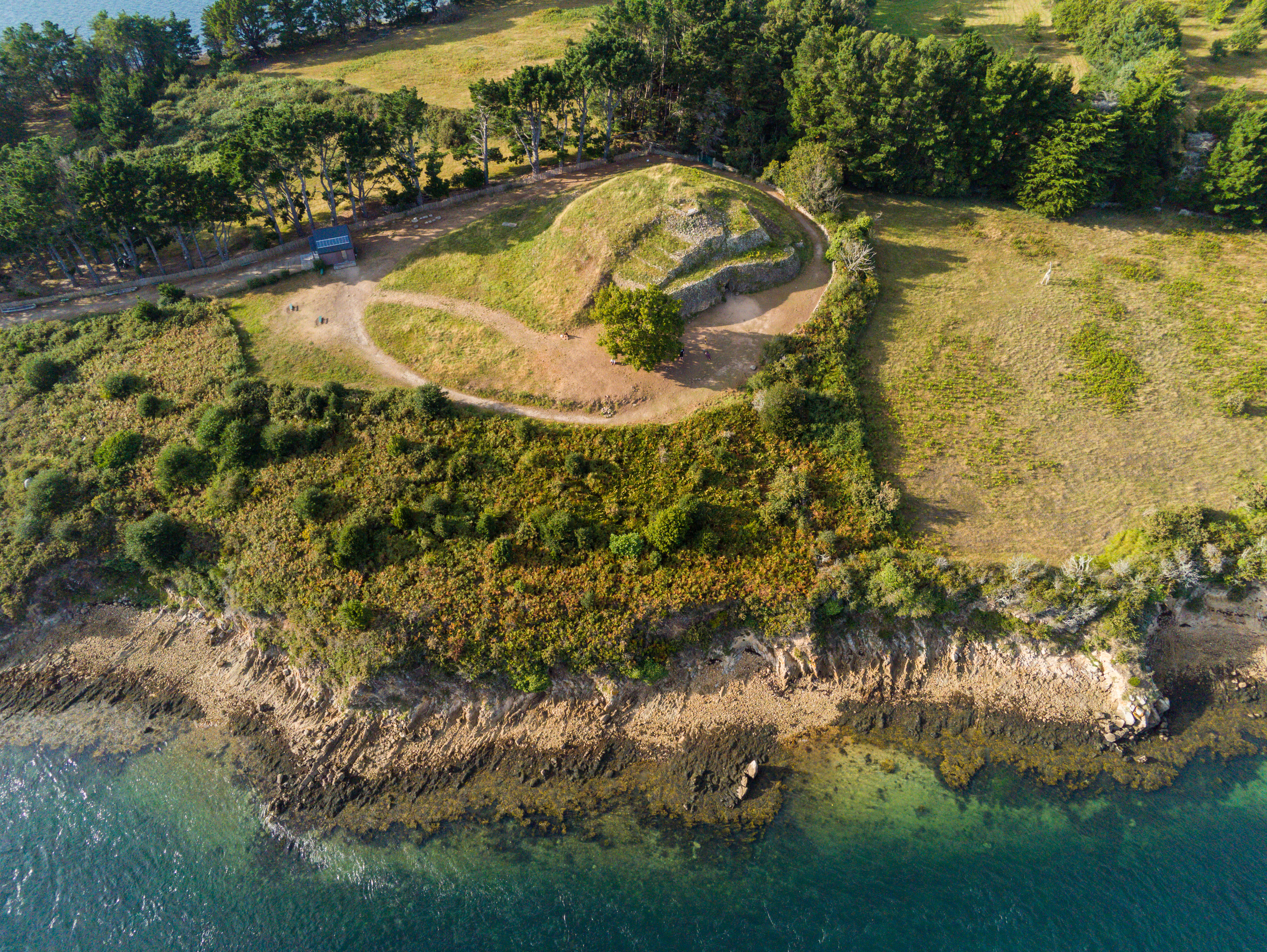
Luftbild

## Baugeschichte
Das Alter der Anlage von Gavrinis beträgt – neuesten Untersuchungen zufolge – etwa 6000 bis 6200 Jahre; Dolmen und Cairn dürften in engem zeitlichen Zusammenhang mit den anderen bedeutenden Bauten am Golf von Morbihan (Table des Marchand, Mané Lud, Mané Rutual) errichtet worden sein, die allesamt unter Verwendung von großen Bruchstücken zerstörter Großmenhire entstanden. Irgendwann wurde der – ursprünglich offene – Zugang des Bauwerks verschüttet, später auch von Dünensand und Gras bedeckt. Teile des aus Bruchstein bestehenden Cairns wurden von Menschenhand entfernt, so dass er bei seiner 'Wiederentdeckung' im Jahr 1832 wie ein kleiner Vulkankrater aussah; der Gang konnte damals von oben betreten werden, war aber teilweise durch Sand und kleine Steine verstopft. Anders als bei der Table des Marchand waren jedoch große Teile des Bauwerks und der komplette Gangbereich samt dem Trilithenportal erhalten, so dass in den frühen 1980er Jahren Steinhügel und Dolmen restauriert und der Öffentlichkeit zugänglich gemacht werden konnten.

## Funktion
Wie bei vielen anderen Dolmen der Bretagne gab es auch in Gavrinis keinerlei Hinweise auf Bestattungen, was zu der Theorie geführt hat, dass die Anlage möglicherweise eine Funktion als Kult- oder Versammlungsstätte hatte. Eine derartige Funktion könnte jedoch auch einer späteren Zeitepoche angehören, denn der Zugang blieb wahrscheinlich über Jahrhunderte, vielleicht sogar über Jahrtausende unverschlossen.

## Die Anlage

### Ausrichtung
Der Eingang ist – wie bei den meisten Ganggräbern der Region – nach Südosten orientiert. Ob dabei der – in symbolischer Hinsicht vielfältig interpretierbare – Sonnenaufgangspunkt zur Zeit der Wintersonnenwende eine Rolle gespielt hat, ist unklar. Der ansonsten runde Cairn von mehr als 50 m Durchmesser und etwa 8 m Höhe ist im Eingangsbereich leicht eingezogen, wodurch eine stärkere Richtungsakzentuierung erreicht wird.

### Architektur

#### Cairn
Der annähernd kreisrunde Cairn ist – möglicherweise aus Stabilitätsgründen – mehrstufig angelegt und besteht aus tausenden etwa ziegelgroßen Bruchsteinen; der Bau ruht auf einer etwa 70 cm hohen Aufschüttung aus Erde, Sand und kleinen Steinen. Während der vordere Teil des Cairns steinsichtig ist, wurde der rückwärtige Teil als grasbewachsener Erdhügel gestaltet.

#### Ganggrab
Im Inneren des Steinhügels befindet sich eine Allée couverte, die zu den schönsten Anlagen der gesamten Jungsteinzeit gehört. Sie hat einen etwa 13,00 m langen und etwa 0,80 m breiten, mit großen Platten gepflasterten Gang (nach dem nahegelegenen Mané Rutual der zweitlängste in der Bretagne) mit einer gleichbleibenden Kopfhöhe von etwa 1,50 m, der in eine 1,75 m hohe und nur etwa sechs Quadratmeter große Kammer (etwa 2,30 m × 2,55 m) führt. Die Tragsteine (Orthostaten) von Gang und Kammer sind überreich mit Ornamenten dekoriert, deren – ursprünglich wohl vorhandene – symbolische Bedeutung nicht mehr bekannt ist.

### Steine
Alle Tragsteine (Orthostaten) sowie die Decksteine im Gangbereich von Gavrinis sind aus Granit, der in der näheren Umgebung zu finden ist. Dagegen besteht der leicht nach unten gewölbte einzige Deckenstein der Kammer mit einem Gewicht von etwa 17 Tonnen aus sogenanntem Orthogneis, der im Gebiet von Auray (etwa 10 km nördlich) gebrochen wurde. Der Stein fand zunächst (etwa 4500 v. Chr.) als Menhir Verwendung (s. u.); dieser und andere wurden aber vor Errichtung der Bauwerke von Gavrinis und Locmariaquer umgestürzt und zerbrachen – das mittlere Teilstück wurde hierher verbracht.

### Ornamentik

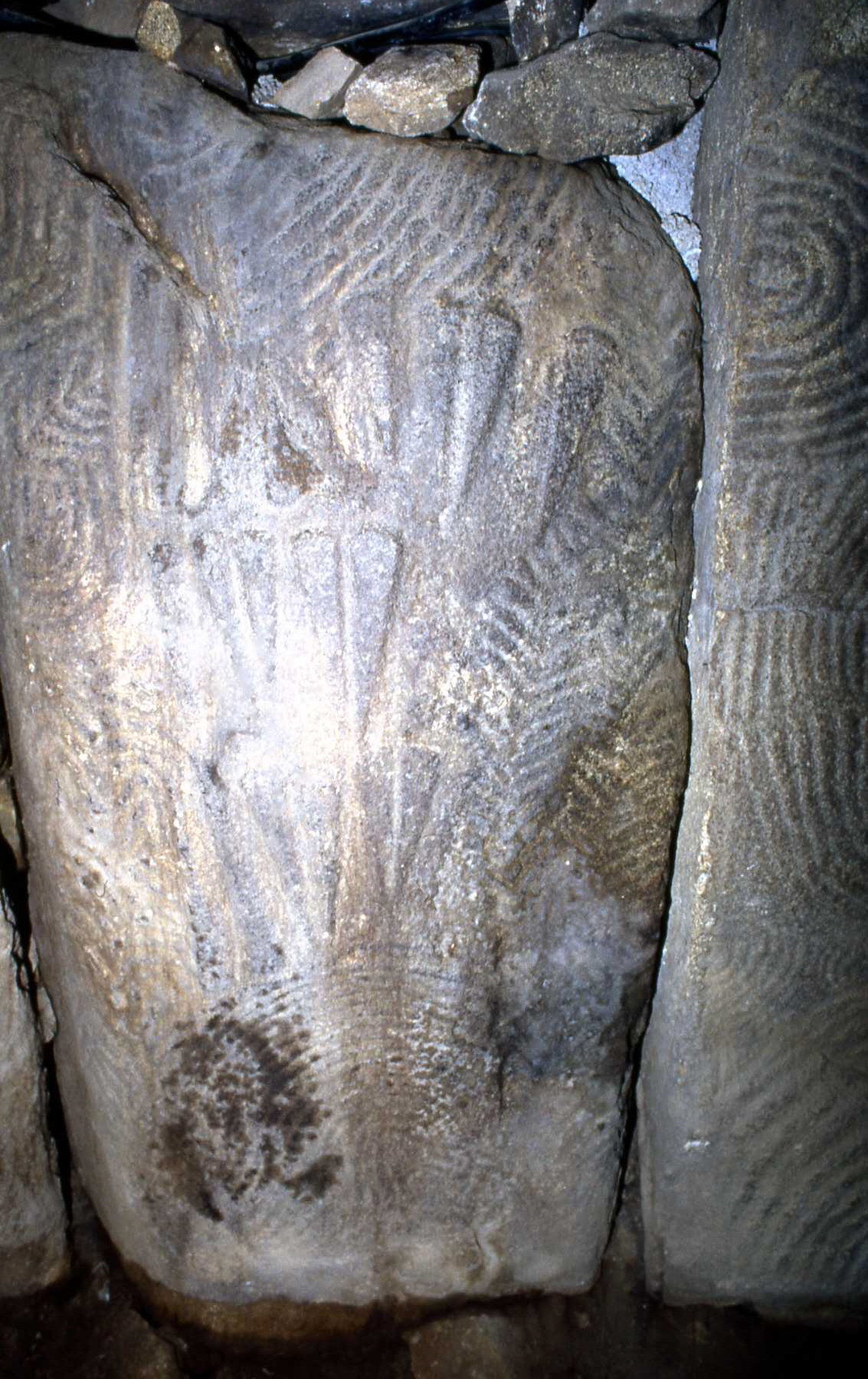
Stein in der Kammer mit konzentrischen Halbkreisen, Fischgrät- oder Flechtmustern und 18 Steinäxten

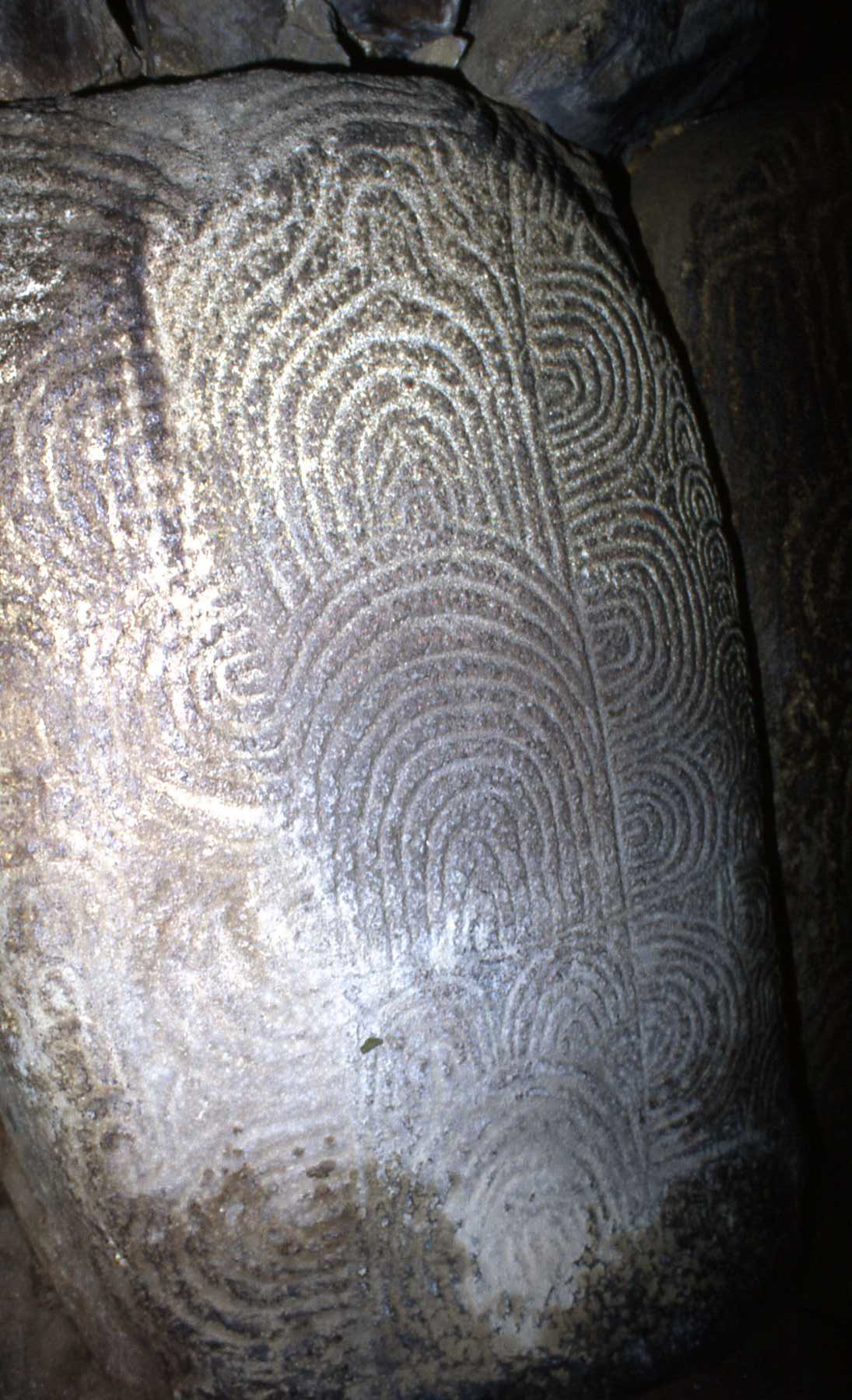
Stein im Gang mit rechtwinkliger Feldunterteilung. Die konzentrischen Halbkreise im Mittelfeld sind in der Mitte überhöht und bilden 'Schild'-Formen.

Die Oberfläche von 21 der 29 Granit-Orthostaten im Gang und in der Kammer wurde auf einer Gesamtfläche von etwa 60 m2 in mühevoller Arbeit zunächst geglättet und anschließend über und über mit Ornamenten verziert, so dass keinerlei Freiräume übrig blieben. Zwei weitere Orthostaten sind lediglich in Teilen ornamentiert und somit möglicherweise unvollendet; die Steine unmittelbar hinter dem Eingangsportal blieben unverziert. Vor dem Eingang zur Kammer lag ein großer, zur Hälfte ornamentierter Stein flach auf dem Boden; er wurde zu seinem Schutz aus dem Bauwerk entfernt und durch eine Kopie ersetzt.
Bei den Ausgrabungs- und Restaurierungsarbeiten in den frühen 1980er Jahren wurde festgestellt, dass auch die – vom Cairn bedeckten und somit nicht sichtbaren – Außenflächen einiger weniger Steine ornamentiert waren. Die Muster unterscheiden sich jedoch deutlich von denen im Innern – man kann daher annehmen, dass beim Bau Steine wiederverwendet wurden, deren Ornamentzier ihre Bedeutung bereits verloren hatte.
Eingeritzt wurden Steinbeile ohne Schäftung (evtl. Keile oder Dolche), Krummstäbe (Báculos), schlangen- bzw. wellenartige Motive, konzentrische Halbkreise, Schildformen sowie Fischgrät- bzw. Flechtmuster; auch ein Bogen sowie zwei dazugehörige Pfeile sind zu erkennen.
Zwei Steine im Gang sind durch sich kreuzende gerade Linien in rechteckige Felder unterteilt; die konzentrischen Halbkreisornamente, die manchmal auch als 'Schildidole' gedeutet werden, ordnen sich dieser Einteilung unter. Die rechten Winkel gehören zu den frühesten ihrer Art in der Weltkunst.
Der hintere linke Tragstein der Kammer hat drei auffällige, mehr als faustgroße Löcher mit Stegen dazwischen – diese ungewöhnlichen Formen gelten aber nach bisherigen Erkenntnissen als Launen der Natur. Ein weiterer Stein im Innern der Kammer zeigt mehr als 50 – von der Mitte aus nach rechts oder links weisende – Krummstäbe, deren Form jedoch weniger ausgeprägt und gleichmäßig ist als beim Hauptstein der Table des Marchand; eine Rahmung fehlt.
Auf dem wiederverwendeten Deckstein der Kammer sind Tiere mit langen Hörnern (wahrscheinlich Rinder) zu erkennen sowie ein lange Zeit als Axtpflug gedeuteter Gegenstand, der jedoch auch als – stark abstrahierter – blasender Wal angesehen werden kann (vgl. Mané Lud).

## Wiederverwendete Menhire
Der einzige Deckstein der Kammer barg lange Zeit ein Geheimnis. Den Archäologen C.-T. Le Roux und J. L'Helgouac'h verdanken wir die Kenntnis über eine bedeutende Verknüpfung zwischen der Table des Marchand, Er Grah und Gavrinis. Ein gewaltsam gestürzter Menhir, der wohl gleichzeitig mit dem Grand Menhir-Brisé und dem Menhir von Mané-er-Hroek zu Fall gebracht wurde, aber anders als diese von flach-rechteckigem Querschnitt war und in drei Teile zerbrach, lieferte (vermutlich Jahrhunderte später) die Deckenplatten für die Kammern von Er Grah, Table des Marchand und Gavrinis. Den Beleg lieferte die Übereinstimmung der Bruchkanten, an denen im Falle der beiden letztgenannten sogar eine Gravierung durchtrennt wurde. Der Menhir erhielt den Namen „Menhir von Locmariaquer“ und stand ursprünglich vermutlich in der Nähe des Grand Menhir-Brisé und war möglicherweise Teil einer Menhir-Reihe (Alignement). Das Teilstück, das als Deckstein für Gavrinis bestimmt war, könnte eventuell sogar über das Wasser des Flusses Auray transportiert worden sein. Allerdings lässt sich der alte Lauf des Flusses des Auray nicht mehr rekonstruieren, er kann damals auch um Gavrinis herum mäandriert haben.
Weitere, wahrscheinlich ebenfalls zerteilte Tafelmenhire von demselben Platz lieferten die Deckenplatten für die Anlagen Mané Rutual und Mané Lud. Dabei ist von besonderem Interesse, dass beim Einbau in die Anlagen stets versucht wurde, die alten Gravierungen zu verbergen. Dies deutet auf einen religiösen Umsturz, dem die teilweise gravierten Menhire der älteren Generation zum Opfer fielen. Die flachrechteckigen Querschnitte der Tafelmenhire und die für die Frühzeit im Gebiet des Golfs von Morbihan typischen Gravierungen tauchen in der Folgezeit, in der unzählige neue Menhire – zumeist aus Granit – aufgerichtet wurden, nicht mehr auf.

## Bedeutung
Wegen ihres weitgehend original erhaltenen Zustands sowie wegen der reichhaltigen, geradezu überbordenden Ornamentik gehört die archäologische Stätte von Gavrinis zu den bedeutendsten Monumenten der Megalithzeit.